# Sixième circonscription de la Gironde
La sixième circonscription de la Gironde est l'une des douze circonscriptions législatives françaises que compte le département de la Gironde (33) situé en région Nouvelle-Aquitaine. 

## Description géographique et démographique

### De 1958 à 1986
Le département avait dix circonscriptions.
La sixième circonscription de la Gironde était composée de :
- canton de Mérignac
- canton de Pessac
- commune de Bègles

Source : Journal Officiel du 13-14 Octobre 1958.

### Depuis 1988
La sixième circonscription de la Gironde est délimitée par le découpage électoral de la loi no 86-1197 du 24 novembre 1986
, elle regroupe les divisions administratives suivantes : 
- Canton de Mérignac-1
- Canton de Mérignac-2
- Canton de Saint-Médard-en-Jalles.

D'après le recensement de la population de 2019, réalisé par l'Institut national de la statistique et des études économiques (INSEE), la population totale de cette circonscription est estimée à 149 784 habitants,.

## Historique des députations
| Législature | Début de mandat | Fin de mandat  | Député               | Parti politique | Observations                                                                           |
| ----------- | --------------- | -------------- | -------------------- | --------------- | -------------------------------------------------------------------------------------- |
| IXe         | 23 juin 1988    | 1er avril 1993 | Michel Sainte-Marie  | PS              |                                                                                        |
| Xe          | 2 avril 1993    | 21 avril 1997  | Pierre Favre,        | UDF-PR,         | Mandat écourté à la suite d'une dissolution parlementaire décidée par Jacques Chirac.  |
| XIe         | 12 juin 1997    | 18 juin 2002   | Michel Sainte-Marie, | PS,             |                                                                                        |
| XIIe        | 19 juin 2002    | 19 juin 2007   | Michel Sainte-Marie, | PS,             |                                                                                        |
| XIIIe       | 20 juin 2007    | 19 juin 2012   | Michel Sainte-Marie  | PS              |                                                                                        |
| XIVe        | 20 juin 2012    | 20 juin 2017   | Marie Récalde        | PS              |                                                                                        |
| XVe         | 21 juin 2017    | 21 juin 2022   | Éric Poulliat        | LREM            |                                                                                        |
| XVIe        | 22 juin 2022    | 9 juin 2024    | Éric Poulliat        | LREM            | Mandat écourté à la suite d'une dissolution parlementaire décidée par Emmanuel Macron. |
| XVIIe       | 8 juillet 2024  | En cours       | Marie Récalde        | PS              |                                                                                        |

## Historique des élections

### Élections de 1958
| Candidat       | Candidat               | Parti          | Premier tour | Premier tour | Second tour | Second tour |  |
| Candidat       | Candidat               | Parti          | Voix         | %            | Voix        | %           |  |
| -------------- | ---------------------- | -------------- | ------------ | ------------ | ----------- | ----------- |  |
|                | Jean-Claude Dalbos élu | UNR            | 11 356       | 28,28        | 21 039      | 52,81       |  |
|                | André Le Floch         | SFIO           | 10 688       | 26,61        | 10 807      | 27,13       |  |
|                | Pierre Auriac          | Extrême droite | 8 836        | 22           | Retrait     | Retrait     |  |
|                | René Duhourquet        | PCF            | 7 186        | 17,89        | 6 915       | 17,36       |  |
|                | Jean Bauvieux          | UFD            | 2 095        | 5,22         | 1 077       | 2,7         |  |
|                |                        |                |              |              |             |             |  |
| Inscrits       | Inscrits               | Inscrits       | 54 110       | 100,00       | 54 107      | 100,00      |  |
| Abstentions    | Abstentions            | Abstentions    | 13 128       | 24,26        | 13 746      | 25,41       |  |
| Votants        | Votants                | Votants        | 40 982       | 75,74        | 40 361      | 74,59       |  |
| Blancs et nuls | Blancs et nuls         | Blancs et nuls | 821          | 2            | 523         | 1,3         |  |
| Exprimés       | Exprimés               | Exprimés       | 40 161       | 98           | 39 838      | 98,7        |  |

Le suppléant de Jean-Claude Dalbos était le Docteur G. Ithier, ancien adjoint au maire de Mérignac.

### Élections de 1962
| Candidat       | Candidat                   | Parti          | Premier tour | Premier tour | Second tour | Second tour |  |
| Candidat       | Candidat                   | Parti          | Voix         | %            | Voix        | %           |  |
| -------------- | -------------------------- | -------------- | ------------ | ------------ | ----------- | ----------- |  |
|                | Jean-Claude Dalbos sortant | UNR-UDT        | 18 384       | 45,82        | 20 507      | 48,11       |  |
|                | Robert Brettes élu         | SFIO           | 11 700       | 29,16        | 22 116      | 51,89       |  |
|                | René Duhourquet            | PCF            | 8 445        | 21,05        | Retrait     | Retrait     |  |
|                | Robert Weill               | PSU            | 1 594        | 3,97         |             |             |  |
|                |                            |                |              |              |             |             |  |
| Inscrits       | Inscrits                   | Inscrits       | 58 974       | 100,00       | 58 968      | 100,00      |  |
| Abstentions    | Abstentions                | Abstentions    | 18 078       | 30,65        | 15 535      | 26,34       |  |
| Votants        | Votants                    | Votants        | 40 896       | 69,35        | 43 433      | 73,66       |  |
| Blancs et nuls | Blancs et nuls             | Blancs et nuls | 773          | 1,89         | 810         | 1,86        |  |
| Exprimés       | Exprimés                   | Exprimés       | 40 123       | 98,11        | 42 623      | 98,14       |  |

Le suppléant de Robert Brettes était Pierre Lalumière, professeur agrégé à la Faculté de droit de Bordeaux.

### Élections de 1967
| Candidat       | Candidat                     | Parti          | Premier tour | Premier tour | Second tour | Second tour |  |
| Candidat       | Candidat                     | Parti          | Voix         | %            | Voix        | %           |  |
| -------------- | ---------------------------- | -------------- | ------------ | ------------ | ----------- | ----------- |  |
|                | Jean-Claude Dalbos           | UD-Ve          | 21 359       | 36,96        | 23 764      | 41,8        |  |
|                | Robert Brettes sortant réélu | FGDS (SFIO)    | 19 343       | 33,48        | 33 094      | 58,2        |  |
|                | René Duhourquet              | PCF            | 12 379       | 21,42        | Retrait     | Retrait     |  |
|                | Guy Larrue                   | CD (PDM)       | 3 387        | 5,86         |             |             |  |
|                | Pierre Biondini              | PSU            | 933          | 1,61         |             |             |  |
|                | Robert Deymier               | Rad            | 381          | 0,66         |             |             |  |
|                |                              |                |              |              |             |             |  |
| Inscrits       | Inscrits                     | Inscrits       | 72 662       | 100,00       | 72 657      | 100,00      |  |
| Abstentions    | Abstentions                  | Abstentions    | 14 070       | 19,36        | 14 742      | 20,29       |  |
| Votants        | Votants                      | Votants        | 58 592       | 80,64        | 57 915      | 79,71       |  |
| Blancs et nuls | Blancs et nuls               | Blancs et nuls | 810          | 1,38         | 1 057       | 1,83        |  |
| Exprimés       | Exprimés                     | Exprimés       | 57 782       | 98,62        | 56 858      | 98,17       |  |

Le suppléant de Robert Brettes était Michel Sainte-Marie, professeur de mathématiques au lycée de Talence.

### Élections de 1968
| Candidat       | Candidat                     | Parti          | Premier tour | Premier tour | Second tour | Second tour |  |
| Candidat       | Candidat                     | Parti          | Voix         | %            | Voix        | %           |  |
| -------------- | ---------------------------- | -------------- | ------------ | ------------ | ----------- | ----------- |  |
|                | Jean-Claude Dalbos           | UDR (URP)      | 25 525       | 45,02        | 26 640      | 48,21       |  |
|                | Robert Brettes sortant réélu | FGDS (SFIO)    | 18 380       | 32,42        | 28 613      | 51,79       |  |
|                | Claude Scipion               | PCF            | 10 293       | 18,16        | Retrait     | Retrait     |  |
|                | Claude Leriche               | PSU            | 2 495        | 4,4          |             |             |  |
|                |                              |                |              |              |             |             |  |
| Inscrits       | Inscrits                     | Inscrits       | 73 144       | 100,00       | 73 135      | 100,00      |  |
| Abstentions    | Abstentions                  | Abstentions    | 15 567       | 21,28        | 17 132      | 23,43       |  |
| Votants        | Votants                      | Votants        | 57 577       | 78,72        | 56 003      | 76,57       |  |
| Blancs et nuls | Blancs et nuls               | Blancs et nuls | 884          | 1,54         | 750         | 1,34        |  |
| Exprimés       | Exprimés                     | Exprimés       | 56 693       | 98,46        | 55 253      | 98,66       |  |

Le suppléant de Robert Brettes était Michel Sainte-Marie.

### Élections de 1973
| Candidat       | Candidat                | Parti          | Premier tour | Premier tour | Second tour | Second tour |  |
| Candidat       | Candidat                | Parti          | Voix         | %            | Voix        | %           |  |
| -------------- | ----------------------- | -------------- | ------------ | ------------ | ----------- | ----------- |  |
|                | Jean-Claude Dalbos      | UDR (URP)      | 22 498       | 33,53        | 27 849      | 41,88       |  |
|                | Michel Sainte-Marie élu | PS (UGSD)      | 20 146       | 30,02        | 38 647      | 58,12       |  |
|                | Simone Rossignol        | PCF            | 13 748       | 20,49        | Retrait     | Retrait     |  |
|                | Victor Mazars           | MDSF (MR)      | 6 266        | 9,34         |             |             |  |
|                | Bertrand Bernadet       | PSU            | 1 879        | 2,8          |             |             |  |
|                | Odin Rossignol          | FN             | 1 437        | 2,14         |             |             |  |
|                | Jacques Coutantin       | LO             | 1 133        | 1,69         |             |             |  |
|                |                         |                |              |              |             |             |  |
| Inscrits       | Inscrits                | Inscrits       | 86 170       | 100,00       | 86 203      | 100,00      |  |
| Abstentions    | Abstentions             | Abstentions    | 17 794       | 20,65        | 17 945      | 20,82       |  |
| Votants        | Votants                 | Votants        | 68 376       | 79,35        | 68 258      | 79,18       |  |
| Blancs et nuls | Blancs et nuls          | Blancs et nuls | 1 269        | 1,86         | 1 762       | 2,58        |  |
| Exprimés       | Exprimés                | Exprimés       | 67 107       | 98,14        | 66 496      | 97,42       |  |

Le suppléant de Michel Sainte-Marie était René Lahitte, Président de société HLM.

### Élections de 1978
| Candidat       | Candidat                          | Parti             | Premier tour | Premier tour | Second tour | Second tour |  |
| Candidat       | Candidat                          | Parti             | Voix         | %            | Voix        | %           |  |
| -------------- | --------------------------------- | ----------------- | ------------ | ------------ | ----------- | ----------- |  |
|                | Michel Sainte-Marie sortant réélu | PS                | 32 298       | 37,08        | 53 260      | 61          |  |
|                | Gilles Loffredo                   | RPR               | 25 424       | 29,19        | 34 053      | 39          |  |
|                | Simone Rossignol                  | PCF               | 18 987       | 21,8         | Retrait     | Retrait     |  |
|                | André Puytorac                    | Divers écologiste | 4 519        | 5,19         |             |             |  |
|                | Gérard Degert                     | MDD               | 3 042        | 3,49         |             |             |  |
|                | Jacques Boncœur                   | PSU (FA)          | 1 202        | 1,38         |             |             |  |
|                | Denis Lacoste                     | LO                | 1 111        | 1,28         |             |             |  |
|                | Yves Peyrou                       | LCR               | 529          | 0,61         |             |             |  |
|                |                                   |                   |              |              |             |             |  |
| Inscrits       | Inscrits                          | Inscrits          | 108 505      | 100,00       | 108 505     | 100,00      |  |
| Abstentions    | Abstentions                       | Abstentions       | 19 422       | 17,9         | 19 117      | 17,62       |  |
| Votants        | Votants                           | Votants           | 89 083       | 82,1         | 89 388      | 82,38       |  |
| Blancs et nuls | Blancs et nuls                    | Blancs et nuls    | 1 971        | 2,21         | 2 075       | 2,32        |  |
| Exprimés       | Exprimés                          | Exprimés          | 87 112       | 97,79        | 87 313      | 97,68       |  |

Le suppléant de Michel Sainte-Marie était André Pujol, maire de Pessac.

### Élections de 1981
|                | Michel Sainte-Marie sortant réélu | PS             | 40 950  | 53,24  |  |  |  |
|                | Robert Sicre                      | RPR (UNM)      | 15 945  | 20,74  |  |  |  |
|                | Simone Rossignol                  | PCF            | 11 740  | 15,26  |  |  |  |
|                | André Giraud                      | UDF (MDSF)     | 6 885   | 8,95   |  |  |  |
|                | Gérard Barthélémy                 | LO             | 877     | 1,14   |  |  |  |
|                | Marie-Thérèse Astruc              | LCR            | 516     | 0,67   |  |  |  |
|                |                                   |                |         |        |  |  |  |
| Inscrits       | Inscrits                          | Inscrits       | 116 397 | 100,00 |  |  |  |
| Abstentions    | Abstentions                       | Abstentions    | 38 479  | 33,06  |  |  |  |
| Votants        | Votants                           | Votants        | 77 918  | 66,94  |  |  |  |
| Blancs et nuls | Blancs et nuls                    | Blancs et nuls | 1 005   | 1,29   |  |  |  |
| Exprimés       | Exprimés                          | Exprimés       | 76 913  | 98,71  |  |  |  |

La suppléante de Michel Sainte-Marie était Marcelle Amouroux, directrice de services administratifs.

### Élections de 1988
|                | Michel Sainte-Marie sortant réélu | PS             | 22 553 | 53,19  |  |  |  |
|                | Pierre Favre                      | UDF (PR) (URC) | 13 802 | 32,55  |  |  |  |
|                | François-Régis Taveau             | PCF            | 3 474  | 8,19   |  |  |  |
|                | Roland Pénichon                   | FN             | 2 572  | 6,07   |  |  |  |
|                |                                   |                |        |        |  |  |  |
| Inscrits       | Inscrits                          | Inscrits       | 65 411 | 100,00 |  |  |  |
| Abstentions    | Abstentions                       | Abstentions    | 22 435 | 34,3   |  |  |  |
| Votants        | Votants                           | Votants        | 42 976 | 65,7   |  |  |  |
| Blancs et nuls | Blancs et nuls                    | Blancs et nuls | 575    | 1,34   |  |  |  |
| Exprimés       | Exprimés                          | Exprimés       | 42 401 | 98,66  |  |  |  |

Le suppléant de Michel Sainte-Marie était Serge Lamaison, directeur adjoint de France Télécom, maire de Saint-Médard-en-Jalles.

### Élections de 1993
| Candidat       | Candidat                    | Parti          | Premier tour | Premier tour | Second tour | Second tour |  |
| Candidat       | Candidat                    | Parti          | Voix         | %            | Voix        | %           |  |
| -------------- | --------------------------- | -------------- | ------------ | ------------ | ----------- | ----------- |  |
|                | Pierre Favre élu            | UDF (PR)       | 16 341       | 34,2         | 24 663      | 50,03       |  |
|                | Michel Sainte-Marie sortant | PS (ADFP)      | 15 812       | 33,09        | 24 633      | 49,97       |  |
|                | François-Régis Taveau       | FN             | 5 114        | 10,7         |             |             |  |
|                | Dominique Prost             | GÉ (EÉ)        | 4 049        | 8,47         |             |             |  |
|                | Bernard Proudhom            | PCF            | 2 706        | 5,66         |             |             |  |
|                | Annie Lajouveigne           | LT-LNÉ         | 1 106        | 2,31         |             |             |  |
|                | Nelly Malaty                | LO             | 979          | 2,05         |             |             |  |
|                | Jérôme Thévenon             | Divers droite  | 533          | 1,12         |             |             |  |
|                | Roger Verge                 | PT             | 458          | 0,96         |             |             |  |
|                | Michel Jacquet              | AP             | 447          | 0,94         |             |             |  |
|                | Thierry Le Floch            | PLN            | 237          | 0,5          |             |             |  |
|                |                             |                |              |              |             |             |  |
| Inscrits       | Inscrits                    | Inscrits       | 71 014       | 100,00       | 70 998      | 100,00      |  |
| Abstentions    | Abstentions                 | Abstentions    | 20 191       | 28,43        | 18 753      | 26,41       |  |
| Votants        | Votants                     | Votants        | 50 823       | 71,57        | 52 245      | 73,59       |  |
| Blancs et nuls | Blancs et nuls              | Blancs et nuls | 3 041        | 5,98         | 2 949       | 5,64        |  |
| Exprimés       | Exprimés                    | Exprimés       | 47 782       | 94,02        | 49 296      | 94,36       |  |

Le suppléant de Pierre Favre était Jean Faure.

### Élections de 1997
| Candidat       | Candidat                | Parti          | Premier tour | Premier tour | Second tour | Second tour |  |
| Candidat       | Candidat                | Parti          | Voix         | %            | Voix        | %           |  |
| -------------- | ----------------------- | -------------- | ------------ | ------------ | ----------- | ----------- |  |
|                | Michel Sainte-Marie élu | PS             | 18 415       | 37,16        | 28 962      | 55,75       |  |
|                | Pierre Favre sortant    | UDF (PR)       | 14 834       | 29,93        | 22 991      | 44,25       |  |
|                | François-Régis Taveau   | FN             | 5 186        | 10,46        |             |             |  |
|                | Denis Lacoste           | PCF            | 3 598        | 7,26         |             |             |  |
|                | Xavier Svahn            | Les Verts      | 1 595        | 3,22         |             |             |  |
|                | Stéphane Lacaze         | GÉ             | 1 468        | 2,96         |             |             |  |
|                | Nelly Malaty            | LO             | 1 429        | 2,88         |             |             |  |
|                | Jean-Georges Meyniac    | LDI (CNIP)     | 943          | 1,9          |             |             |  |
|                | Philippe Oui            | US4J           | 940          | 1,9          |             |             |  |
|                | Stéphane Leclair        | MDC            | 581          | 1,17         |             |             |  |
|                | Guy Lafon               | Extrême gauche | 316          | 0,64         |             |             |  |
|                | Alain Rocher            | IR             | 195          | 0,39         |             |             |  |
|                | Thierry Le Floch        | PLN            | 62           | 0,13         |             |             |  |
|                |                         |                |              |              |             |             |  |
| Inscrits       | Inscrits                | Inscrits       | 74 143       | 100,00       | 74 142      | 100,00      |  |
| Abstentions    | Abstentions             | Abstentions    | 22 372       | 30,17        | 19 412      | 26,18       |  |
| Votants        | Votants                 | Votants        | 51 771       | 69,83        | 54 730      | 73,82       |  |
| Blancs et nuls | Blancs et nuls          | Blancs et nuls | 2 209        | 4,27         | 2 777       | 5,07        |  |
| Exprimés       | Exprimés                | Exprimés       | 49 562       | 95,73        | 51 953      | 94,93       |  |

La suppléante de Michel Sainte-Marie était Marie-José Aubert.

### Élections de 2002
| Candidat       | Candidat                          | Parti            | Premier tour | Premier tour | Second tour | Second tour |  |
| Candidat       | Candidat                          | Parti            | Voix         | %            | Voix        | %           |  |
| -------------- | --------------------------------- | ---------------- | ------------ | ------------ | ----------- | ----------- |  |
|                | Michel Sainte-Marie sortant réélu | PS               | 21 362       | 38,53        | 26 108      | 51,59       |  |
|                | Pierre Favre                      | UMP              | 20 365       | 36,73        | 24 499      | 48,41       |  |
|                | Valérie Colombier                 | FN               | 4 358        | 7,86         |             |             |  |
|                | Gérard Chausset                   | Les Verts        | 2 221        | 4,01         |             |             |  |
|                | Jean-José Demanes                 | CPNT             | 1 511        | 2,45         |             |             |  |
|                | Line Péron                        | PCF              | 1 359        | 2,45         |             |             |  |
|                | Jean-Marie Bénaben                | LCR              | 909          | 1,64         |             |             |  |
|                | Christine Colson-Blanche          | Pôle républicain | 753          | 1,36         |             |             |  |
|                | Jérôme Queyraud                   | Cap21            | 641          | 1,16         |             |             |  |
|                | Nelly Malaty                      | LO               | 582          | 1,05         |             |             |  |
|                | François-Régis Taveau             | RPF              | 563          | 1,02         |             |             |  |
|                | Ludovic Durin                     | Divers           | 509          | 0,92         |             |             |  |
|                | Jean Jametti                      | MNR              | 314          | 0,57         |             |             |  |
|                |                                   |                  |              |              |             |             |  |
| Inscrits       | Inscrits                          | Inscrits         | 80 088       | 100,00       | 80 087      | 100,00      |  |
| Abstentions    | Abstentions                       | Abstentions      | 23 796       | 29,71        | 28 002      | 34,96       |  |
| Votants        | Votants                           | Votants          | 56 292       | 70,29        | 52 085      | 65,04       |  |
| Blancs et nuls | Blancs et nuls                    | Blancs et nuls   | 845          | 1,5          | 1 478       | 2,84        |  |
| Exprimés       | Exprimés                          | Exprimés         | 55 447       | 98,5         | 50 607      | 97,16       |  |

La suppléante de Michel Sainte-Marie était Marie-José Aubert.

### Élections de 2007
| Candidat       | Candidat                          | Parti          | Premier tour | Premier tour | Second tour | Second tour |  |
| Candidat       | Candidat                          | Parti          | Voix         | %            | Voix        | %           |  |
| -------------- | --------------------------------- | -------------- | ------------ | ------------ | ----------- | ----------- |  |
|                | Michel Sainte-Marie sortant réélu | PS             | 21 308       | 37,58        | 31 740      | 57,19       |  |
|                | Marie-Hélène Mutter               | UMP            | 14 963       | 26,39        | 23 757      | 42,81       |  |
|                | Jacques Mangon                    | UDF–MoDem      | 6 401        | 11,29        |             |             |  |
|                | Thierry Millet                    | NC             | 5 789        | 10,21        |             |             |  |
|                | Xavier Lhomme                     | Les Verts      | 2 248        | 3,96         |             |             |  |
|                | Jean-Marie Bénaben                | LCR            | 1 529        | 2,7          |             |             |  |
|                | Diederik Meynier                  | FN             | 1 352        | 2,38         |             |             |  |
|                | Michelle Iste                     | PCF            | 1 205        | 2,13         |             |             |  |
|                | Jennifer Marchat                  | CPNT           | 724          | 1,28         |             |             |  |
|                | Daniel Fitoussi                   | Divers         | 403          | 0,71         |             |             |  |
|                | Nelly Malaty                      | LO             | 361          | 0,64         |             |             |  |
|                | Bernard Gonzalez                  | DLR            | 240          | 0,42         |             |             |  |
|                | Francis Gros                      | MNR            | 182          | 0,32         |             |             |  |
|                |                                   |                |              |              |             |             |  |
| Inscrits       | Inscrits                          | Inscrits       | 89 294       | 100,00       | 89 294      | 100,00      |  |
| Abstentions    | Abstentions                       | Abstentions    | 31 889       | 35,71        | 32 403      | 36,29       |  |
| Votants        | Votants                           | Votants        | 57 405       | 64,29        | 56 891      | 63,71       |  |
| Blancs et nuls | Blancs et nuls                    | Blancs et nuls | 700          | 1,22         | 1 394       | 2,45        |  |
| Exprimés       | Exprimés                          | Exprimés       | 56 705       | 98,78        | 55 497      | 97,55       |  |

### Élections de 2012
| Candidat       | Candidat           | Parti             | Premier tour | Premier tour | Second tour | Second tour |  |
| Candidat       | Candidat           | Parti             | Voix         | %            | Voix        | %           |  |
| -------------- | ------------------ | ----------------- | ------------ | ------------ | ----------- | ----------- |  |
|                | Marie Récalde élue | PS                | 27 211       | 48,22        | 32 863      | 63,43       |  |
|                | Thierry Millet     | NC                | 14 292       | 25,33        | 18 947      | 36,57       |  |
|                | Jean-Luc Aupetit   | RBM (FN)          | 5 636        | 9,99         |             |             |  |
|                | Joël Saintier      | FG (PG) (PCF)     | 2 975        | 5,27         |             |             |  |
|                | Gérard Chausset    | EÉLV              | 2 501        | 4,43         |             |             |  |
|                | Pierre Braun       | CpF (MoDem) (PRV) | 1 969        | 3,49         |             |             |  |
|                | Bernard Gonzalez   | DLR               | 627          | 1,11         |             |             |  |
|                | Philippe Rouzé     | NPA               | 361          | 0,64         |             |             |  |
|                | Sylvie Ferrari     | MÉI (Cap21)       | 350          | 0,62         |             |             |  |
|                | Juliette Toubiana  | AÉI               | 265          | 0,47         |             |             |  |
|                | Nelly Malaty       | LO                | 239          | 0,42         |             |             |  |
|                |                    |                   |              |              |             |             |  |
| Inscrits       | Inscrits           | Inscrits          | 95 240       | 100,00       | 95 291      | 100,00      |  |
| Abstentions    | Abstentions        | Abstentions       | 38 220       | 40,13        | 42 111      | 44,19       |  |
| Votants        | Votants            | Votants           | 57 020       | 59,87        | 53 180      | 55,81       |  |
| Blancs et nuls | Blancs et nuls     | Blancs et nuls    | 594          | 1,04         | 1 370       | 2,58        |  |
| Exprimés       | Exprimés           | Exprimés          | 56 426       | 98,96        | 51 810      | 97,42       |  |

### Elections de 2017
Les élections législatives ont lieu les dimanches 11 et 18 juin 2017.
|                                                                           |                                                                       |                           |                           |                          |                          |
|                                                                           |                                                                       | Premier tour 11 juin 2017 | Premier tour 11 juin 2017 | Second tour 18 juin 2017 | Second tour 18 juin 2017 |
|                                                                           |                                                                       |                           |                           |                          |                          |
|                                                                           |                                                                       | Nombre                    | % des inscrits            | Nombre                   | % des inscrits           |
| Inscrits                                                                  | Inscrits                                                              | 103 728                   | 100,00                    | 103 728                  | 100,00                   |
| Abstentions                                                               | Abstentions                                                           | 49 612                    | 47,83                     | 59 292                   | 57,16                    |
| Votants                                                                   | Votants                                                               | 54 116                    | 52,17                     | 44 436                   | 42,84                    |
|                                                                           |                                                                       |                           | % des votants             |                          | % des votants            |
| Bulletins blancs                                                          | Bulletins blancs                                                      | 565                       | 1,04                      | 2 882                    | 6,49                     |
| Bulletins nuls                                                            | Bulletins nuls                                                        | 203                       | 0,38                      | 1 274                    | 2,87                     |
| Suffrages exprimés                                                        | Suffrages exprimés                                                    | 53 348                    | 98,58                     | 40 280                   | 90,65                    |
|                                                                           |                                                                       |                           |                           |                          |                          |
| Candidat Étiquette politique (partis et alliances)                        | Candidat Étiquette politique (partis et alliances)                    | Voix                      | % des exprimés            | Voix                     | % des exprimés           |
|                                                                           |                                                                       |                           |                           |                          |                          |
|                                                                           | Éric Poulliat La République en marche                                 | 23 543                    | 44,13                     | 23 690                   | 58,81                    |
|                                                                           | Marie Récalde (députée sortante) Parti socialiste                     | 7 502                     | 14,06                     | 16 590                   | 41,19                    |
|                                                                           | Marie Duret-Pujol La France insoumise                                 | 7 260                     | 13,61                     |                          |                          |
|                                                                           | Rémi Cocuelle Union des démocrates et indépendants (Les Républicains) | 5 799                     | 10,87                     |                          |                          |
|                                                                           | Marie-Mauricette Martinez Front national                              | 4 481                     | 8,40                      |                          |                          |
|                                                                           | Ludovic Guitton Europe Écologie Les Verts                             | 1 915                     | 3,59                      |                          |                          |
|                                                                           | Pierre Cazenave Parti communiste français                             | 668                       | 1,25                      |                          |                          |
|                                                                           | Véronique Silverio Divers (Parti animaliste)                          | 629                       | 1,18                      |                          |                          |
|                                                                           | Frédérique Bacci Écologiste (Mouvement 100 %)                         | 449                       | 0,84                      |                          |                          |
|                                                                           | Sandrine Peny Debout la France                                        | 418                       | 0,78                      |                          |                          |
|                                                                           | Olivier Loisel Divers (Union populaire républicaine)                  | 373                       | 0,70                      |                          |                          |
|                                                                           | Guillaume Perchet Lutte ouvrière                                      | 280                       | 0,52                      |                          |                          |
|                                                                           | Frédéric Dossche Divers                                               | 31                        | 0,06                      |                          |                          |
| Source : Ministère de l'Intérieur - Sixième circonscription de la Gironde |                                                                       |                           |                           |                          |                          |

### Élections de 2022
| Résultats des élections législatives des 12 et 19 juin 2022 de la 6e circonscription de Gironde |                          |                          |                          |              |              |             |             |
| Candidat                                                                                        | Candidat                 | Parti et coalition       | Nuance                   | Premier tour | Premier tour | Second tour | Second tour |
| Candidat                                                                                        | Candidat                 | Parti et coalition       | Nuance                   | Voix         | %            | Voix        | %           |
|                                                                                                 | Éric Poulliat            | LREM (ENS)               | ENS                      | 19 258       | 34,83        | 26 893      | 51,85       |
|                                                                                                 | Vanessa Fergeau-Renaux , | PS (NUPES)               | NUP                      | 18 765       | 33,93        | 24 969      | 48,15       |
|                                                                                                 | Jimmy Bourlieux          | RN                       | RN                       | 8 222        | 14,87        |             |             |
|                                                                                                 | Thomas Dovichi           | LR (UDC)                 | LR                       | 2 815        | 5,09         |             |             |
|                                                                                                 | Jérôme Paris             | REC                      | REC                      | 2 174        | 3,93         |             |             |
|                                                                                                 | Stéphanie Plouvier       | PA                       | ECO                      | 981          | 1,77         |             |             |
|                                                                                                 | Esther Mvondo            | Diasporas-Ca             | ECO                      | 845          | 1,53         |             |             |
|                                                                                                 | Franck Bonhomme          | RES                      | DVD                      | 639          | 1,16         |             |             |
|                                                                                                 | Alain Alves              | DLF (UPF)                | DSV                      | 574          | 1,04         |             |             |
|                                                                                                 | Guillaume Perchet        | LO                       | DXG                      | 467          | 0,84         |             |             |
|                                                                                                 | Marc Morisset            | UCPL                     | DVG                      | 340          | 0,61         |             |             |
|                                                                                                 | Jonathan Florit          | SP (RdP)                 | DIV                      | 179          | 0,32         |             |             |
|                                                                                                 | Jean-Christophe De Pina  | SE                       | DIV                      | 37           | 0,07         |             |             |
|                                                                                                 | Raphael Canovas          | DTC                      | DIV                      | 2            | 0,00         |             |             |
| Votes valides                                                                                   | Votes valides            | Votes valides            | Votes valides            | 55 298       | 98,03        | 51 862      | 93,95       |
| Votes blancs                                                                                    | Votes blancs             | Votes blancs             | Votes blancs             | 854          | 1,51         | 2 307       | 4,18        |
| Votes nuls                                                                                      | Votes nuls               | Votes nuls               | Votes nuls               | 259          | 0,46         | 1 035       | 1,87        |
| Total                                                                                           | Total                    | Total                    | Total                    | 56 411       | 100          | 55 204      | 100         |
| Abstention                                                                                      | Abstention               | Abstention               | Abstention               | 51 615       | 47,78        | 52 847      | 48,91       |
| Inscrits / participation                                                                        | Inscrits / participation | Inscrits / participation | Inscrits / participation | 108 026      | 52,22        | 108 051     | 51,09       |

### Élections de 2024
| Candidat                 | Candidat                 | Parti et coalition       | Nuance                   | Premier tour | Premier tour | Second tour | Second tour |
| Candidat                 | Candidat                 | Parti et coalition       | Nuance                   | Voix         | %            | Voix        | %           |
| ------------------------ | ------------------------ | ------------------------ | ------------------------ | ------------ | ------------ | ----------- | ----------- |
|                          | Marie Récalde            | PS (NFP)                 | UG                       | 27 564       | 35,24        | 31 079      | 39,78       |
|                          | Éric Poulliat            | RE (ENS)                 | ENS                      | 25 636       | 32,78        | 25 455      | 32,58       |
|                          | Jimmy Bourlieux          | RN                       | RN                       | 21 174       | 27,07        | 21 600      | 27,64       |
|                          | Jonathan Florit          | EÉÉ (LC)                 | ECO                      | 1 387        | 1,77         |             |             |
|                          | Nicole Destouesse        | REC                      | REC                      | 929          | 1,19         |             |             |
|                          | Franck Bonhomme          | RES                      | DVC                      | 847          | 1,08         |             |             |
|                          | Guillaume Perchet        | LO                       | EXG                      | 673          | 0,86         |             |             |
|                          |                          |                          |                          |              |              |             |             |
| Votes valides            | Votes valides            | Votes valides            | Votes valides            | 78 210       | 97,61        | 78 134      | 97,72       |
| Votes blancs             | Votes blancs             | Votes blancs             | Votes blancs             | 1 398        | 1,74         | 1 352       | 1,69        |
| Votes nuls               | Votes nuls               | Votes nuls               | Votes nuls               | 518          | 0,65         | 470         | 0,59        |
| Total                    | Total                    | Total                    | Total                    | 80 126       | 100          | 79 956      | 100         |
| Abstention               | Abstention               | Abstention               | Abstention               | 28 883       | 26,50        | 29 079      | 26,67       |
| Inscrits / participation | Inscrits / participation | Inscrits / participation | Inscrits / participation | 109 009      | 73,50        | 109 035     | 73,33       |

#### Département de la Gironde
- La fiche de l'INSEE de cette circonscription : « Tableaux et Analyses de la sixième circonscription de la Gironde », sur insee.fr, site de l'Institut national de la statistique et des études économiques (consulté le 10 juin 2007) [PDF]

- « Tous les députés du département de la Gironde depuis 1789 », sur assemblee-nationale.fr, site de l'Assemblée nationale française (consulté le 10 juin 2007)

- « Informations contentieuses sur le département de la Gironde (Élections législatives de 2002) »(Archive.org • Wikiwix • Archive.is • Google • Que faire ?), sur conseil-constitutionnel.fr, site du Conseil constitutionnel (consulté le 13 juin 2007)

#### Circonscriptions en France
- « Carte des circonscriptions législatives en France », sur assemblee-nationale.fr, site de l'Assemblée nationale française (consulté le 10 juin 2007)

- « Résultats électoraux officiels en France »(Archive.org • Wikiwix • Archive.is • Google • Que faire ?), sur interieur.gouv.fr, site du ministère de l'Intérieur (France) (consulté le 13 juin 2007)

- Description et Atlas des circonscriptions électorales de France sur http://www.atlaspol.com, Atlaspol, site de cartographie géopolitique, consulté le 13 juin 2007.